# Lipník nad Bečvou
Lipník nad Bečvou és una localitat del districte de Přerov a la regió d'Olomouc, República Txeca, amb una població a principi de l'any 2018 de 8.047 habitants.
Es troba al sud de la regió, sobre la zona sud-oriental de les muntanyes Sudets, a poca distància de la riba del riu Morava —un afluent esquerre del Danubi— i de la frontera amb les regions de Moràvia-Silèsia i Zlín.